# Nicolaas Goudanus

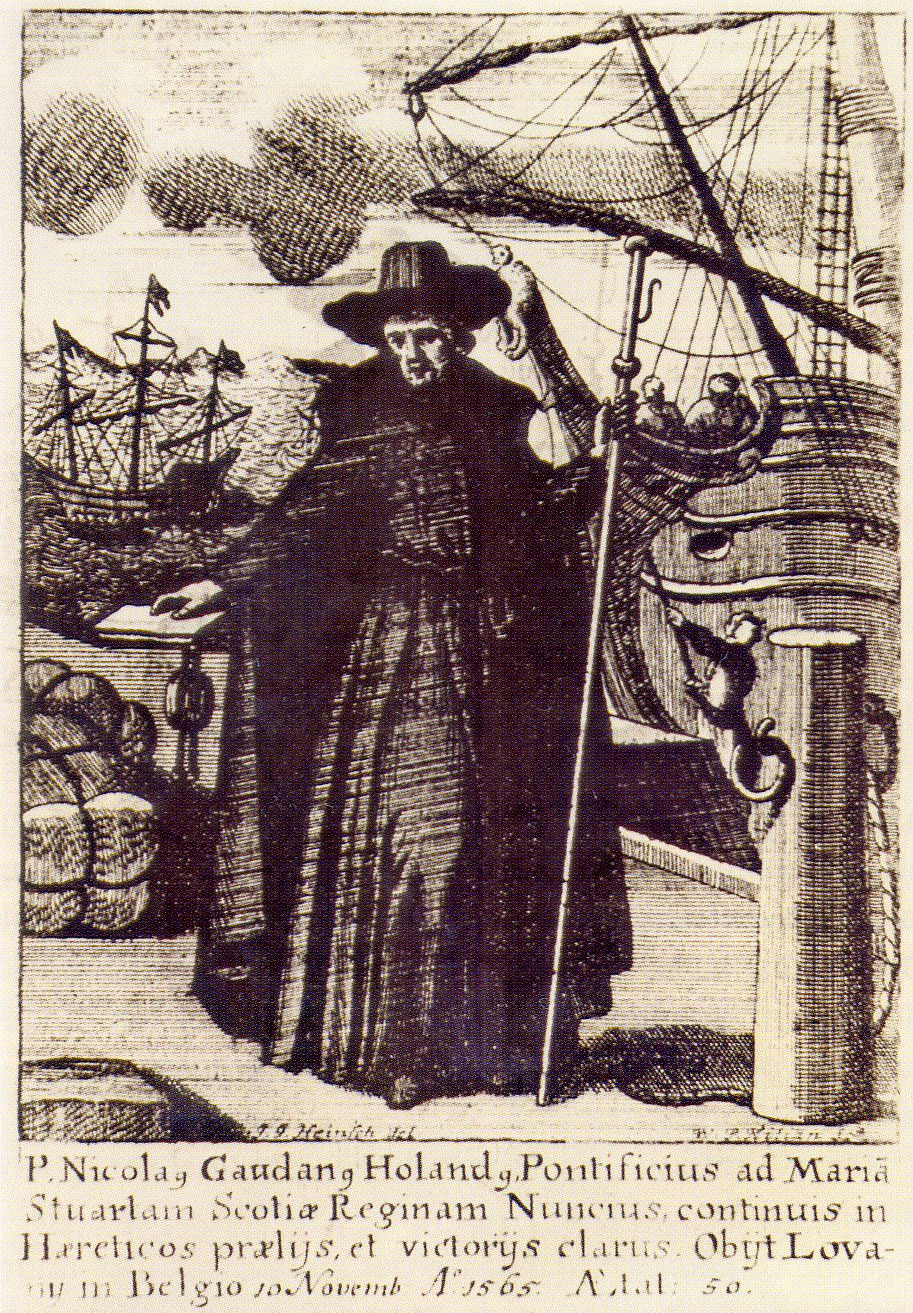
Nicolaas Gaudanus (1517-1565) afgebeeld als pauselijk gezant naar Mary Stuart

Nicolaas Goudanus (Gouda, 1517 - Leuven, 10 november 1565) was een Nederlandse priester en hoogleraar. Hij was de tweede Nederlander, na Petrus Canisius, die lid werd van de orde van de Jezuïeten.

## Leven en werk
Goudanus werd in 1517 geboren als Claes Florisz. Hij verliet Gouda in 1534 om in Leuven theologie te gaan studeren. Na zijn opleiding en priesterwijding, hij voltooide in 1537 zijn studie als beste van de 108 studenten, werd hij pastoor van Bergen op Zoom. In 1545 trad hij toe tot de in 1540 gestichte orde van de Jezuïeten. Na Petrus Canisius was hij de tweede Nederlander die lid werd van deze orde. Goudanus werd belast met de stichting van een opleiding in Venetië. Hij promoveerde in 1550 tot doctor in de theologie te Bologna en werd vervolgens hoogleraar in Ingolstadt en in Wenen. In beide plaatsen werkte hij samen met Canisius. Eveneens samen met Canisius schreef hij de zogenaamde Catechismus van Wenen, een veel gelezen en herdrukt werk.
Hij maakte deel uit van de delegatie die onder leiding van Canisius een laatste en mislukte poging deed om protestanten en rooms-katholieken met elkaar te verzoenen. Door paus Pius IV werd hij aangesteld als pauselijk gezant. In die hoedanigheid bezocht hij in 1562 in het geheim koningin Mary Stuart van Schotland en rapporteerde over zijn bezoek aan de paus. Volgens de Goudse geschiedschrijver Ignatius Walvis was zijn opdracht de koningin te bewegen om een van haar bisschoppen af te vaardigen naar het Concilie van Trente en een dam op te werpen tegen de ketterij van de Engelsen.
Van tijd tot tijd keerde hij terug in zijn geboortestad Gouda, waar zijn preken goed werden bezocht. Walvis vermeldt dat "volgens de Jezuïeten de geheele stad uitliep om hem te hooren, dat er veele toehoorders onder sijne predikaatsie weenden, alle hem toejuichden, en preezen". Hij overleed in november 1565 te Leuven. Hij was, ondanks zijn leeftijd van circa 48 jaar, volgens Walvis uitgeteerd en oud van jaaren.